# Tăbăcari, Buzău
Tăbăcari este un sat în comuna Podgoria din județul Buzău, Muntenia, România. Se află în nordul județului, în zona Subcarpaților de Curbură la limita cu județul Vrancea.